# Saint-Règle
Saint-Règle – miejscowość i gmina we Francji, w Regionie Centralnym, w departamencie Indre i Loara.
Według danych na rok 1990 gminę zamieszkiwało 330 osób, a gęstość zaludnienia wynosiła 51 osób/km² (wśród 1842 gmin Regionu Centralnego Saint-Règle plasuje się na 816. miejscu pod względem liczby ludności, natomiast pod względem powierzchni na miejscu 1306.).